# کینشام
latitudeکینشامlongitudeکینشام
کینشام (به انگلیسی: Keynsham) یک بلوک شهری در بریتانیا است که در انگلستان واقع شده‌است.

## خصوصیات
کینشام ۱۵٬۶۴۱ نفر جمعیت دارد.